# Somvarpet
Somvarpet (o Somwarpet) è una suddivisione dell'India, classificata come town panchayat, di 7.218 abitanti, situata nel distretto di Kodagu, nello stato federato del Karnataka. In base al numero di abitanti la città rientra nella classe V (da 5.000 a 9.999 persone).

## Geografia fisica
La città è situata a 12° 35' 60 N e 75° 52' 0 E e ha un'altitudine di 1.026 m s.l.m..

## Società

### Evoluzione demografica
Al censimento del 2001 la popolazione di Somvarpet assommava a 7.218 persone, delle quali 3.620 maschi e 3.598 femmine. I bambini di età inferiore o uguale ai sei anni assommavano a 831, dei quali 416 maschi e 415 femmine. Infine, coloro che erano in grado di saper almeno leggere e scrivere erano 5.408, dei quali 2.884 maschi e 2.524 femmine.